# Cyclopinodes pusilla
Cyclopinodes pusilla – gatunek widłonoga z rodziny Hemicyclopinidae. Opisał go w 1905 roku norweski hydrobiolog Georg Ossian Sars, nadając mu nazwę Cyclopina pusilla.